# День Ракетных войск стратегического назначения

Эмблема РВСН

День Ракетных войск стратегического назначения — памятный день, отмечаемый в Российской Федерации ежегодно 17 декабря.
17 декабря 1959 года вышло Постановление Совета Министров СССР, в соответствии с которым была учреждена должность главнокомандующего Ракетными войсками, образован Главный штаб РВСН и другие органы военного управления.
Впервые установлен в качестве профессионального праздника в 1995 году указом Президента Российской Федерации № 1239 от 10 декабря 1995 г. «Об установлении Дня ракетных войск стратегического назначения и Дня воздушно-космических сил». Этот указ утратил силу после того, как в силу вступил другой Указ Президента Российской Федерации от 31 мая 2006 года № 549 «Об установлении профессиональных праздников и памятных дней в Вооруженных Силах Российской Федерации». Праздник был учреждён наряду с другими «в целях возрождения и развития отечественных воинских традиций, повышения престижа военной службы и в знак признания заслуг военных специалистов в решении задач обеспечения обороны и безопасности государства».
Существует другой памятный день, отмечаемый 19 ноября, — День ракетных войск и артиллерии.